# Herenthout
Herenthout is een plaats en gemeente in de Belgische provincie Antwerpen. De gemeente telt ruim 9.000 inwoners en behoort tot het gerechtelijk kanton Turnhout en kieskanton Herentals.

## Toponymie
Het oudste document over Herenthout dateert van 1186, waarin de naam "Herentholt" gespeld wordt, wat "bos van haagbeuken" betekent.

## Geografie
De gemeente heeft geen deelgemeenten en bleef onafhankelijk bij de gemeentelijke fusies.

### Aangrenzende gemeenten
| Aangrenzende gemeenten | Aangrenzende gemeenten | Aangrenzende gemeenten | Aangrenzende gemeenten | Aangrenzende gemeenten |
| ---------------------- | ---------------------- | ---------------------- | ---------------------- | ---------------------- |
|                        |                        | Grobbendonk            |                        |                        |
|                        |                        |                        |                        |                        |
| Nijlen                 | Herentals              |                        |                        |                        |
|                        |                        |                        |                        |                        |
|                        |                        | Heist-op-den-Berg      |                        |                        |

## Geschiedenis

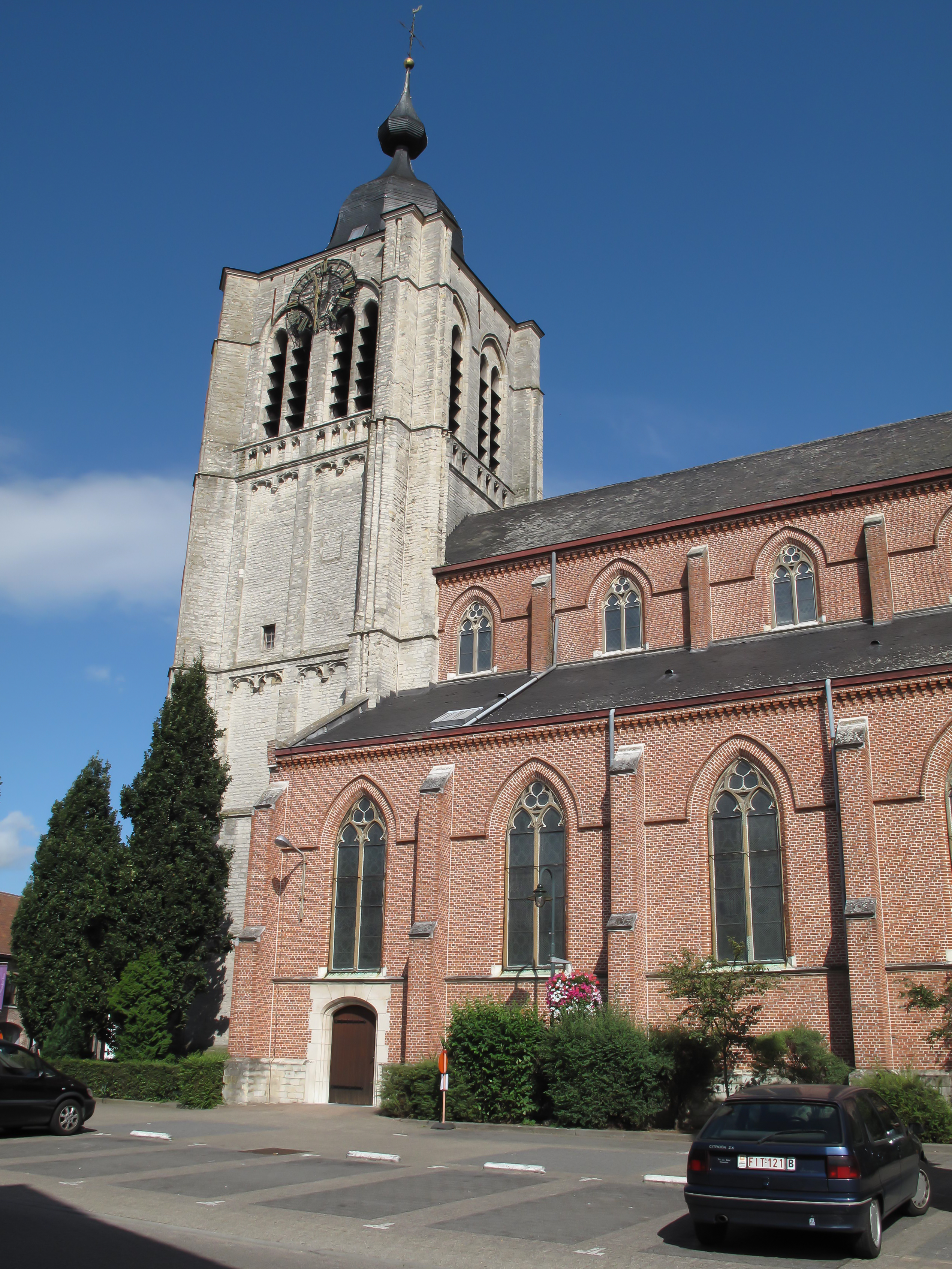
Sint-Pieter en Pauluskerk

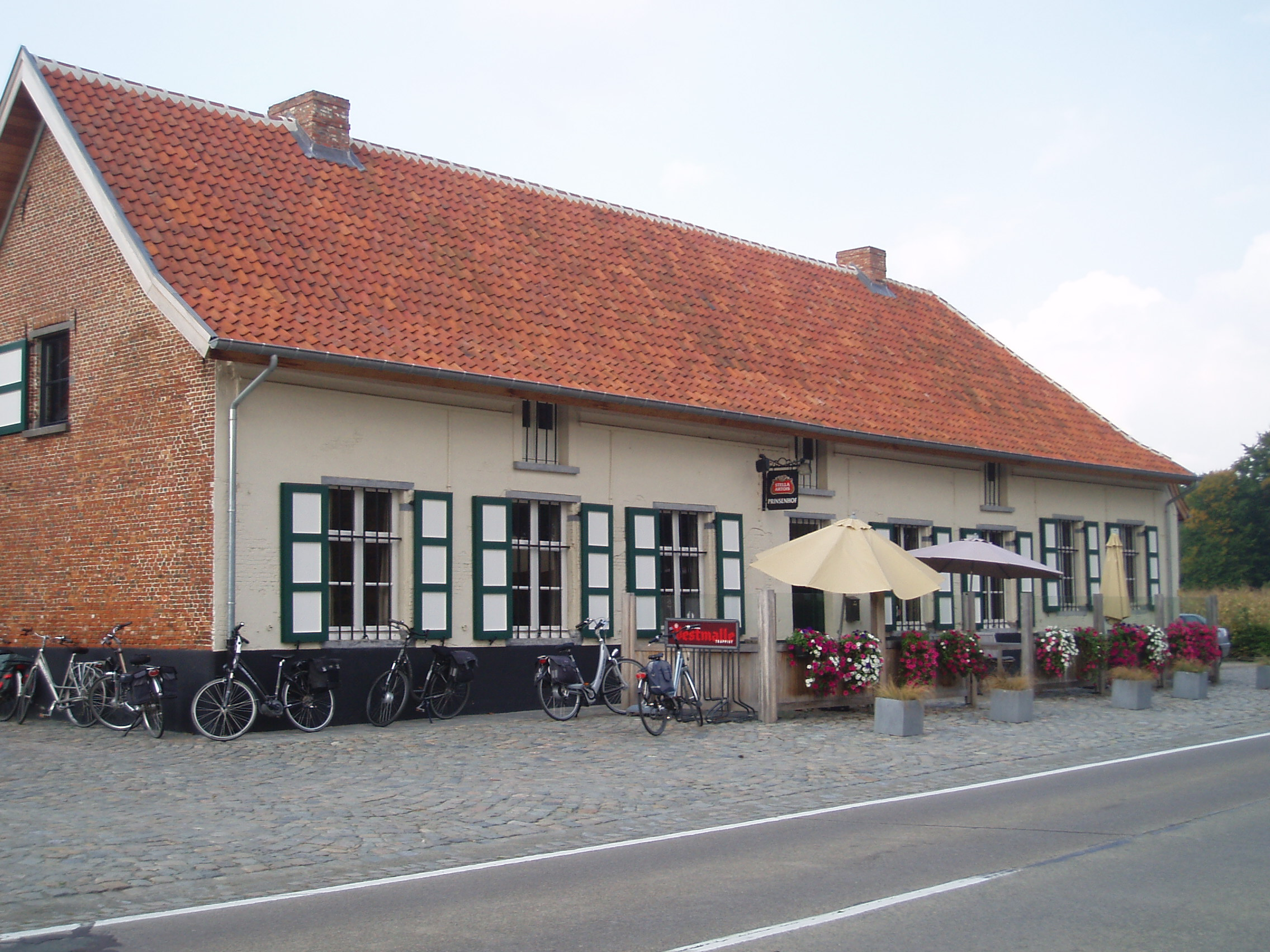
Prinsenhof

Herenthout werd voor het eerst vermeld in 1186 en wel als Herentholts (haagbeukenbos). Het tiendrecht was in bezit van het Sint-Martinuskapittel te Utrecht, terwijl de Heer van Herlaer de overige rechten bezat. In de 13e eeuw werd Wiekevorst bij de heerlijkheid gevoegd om pas in 1621 (of 1671) weer zelfstandig te worden.
Herenthout was vooral een landbouwdorp maar einde 19e eeuw ontstond er bedrijvigheid in de diamantbewerking. In 1926 waren er een 20-tal bedrijfjes op dit terrein. Deze bedrijvigheid verdween in de loop van de 20e eeuw.
Tijdens de Tweede Wereldoorlog, op 14 september 1944, werd het Belgische stadje Herenthout getroffen door een V2-bom, een beruchte Duitse raketaanval. De inslag veroorzaakte aanzienlijke schade en leidde tot meerdere slachtoffers onder de lokale bevolking. Deze gebeurtenis markeert een tragisch hoofdstuk in de geschiedenis van Herenthout tijdens de oorlogsjaren.

## Bezienswaardigheden

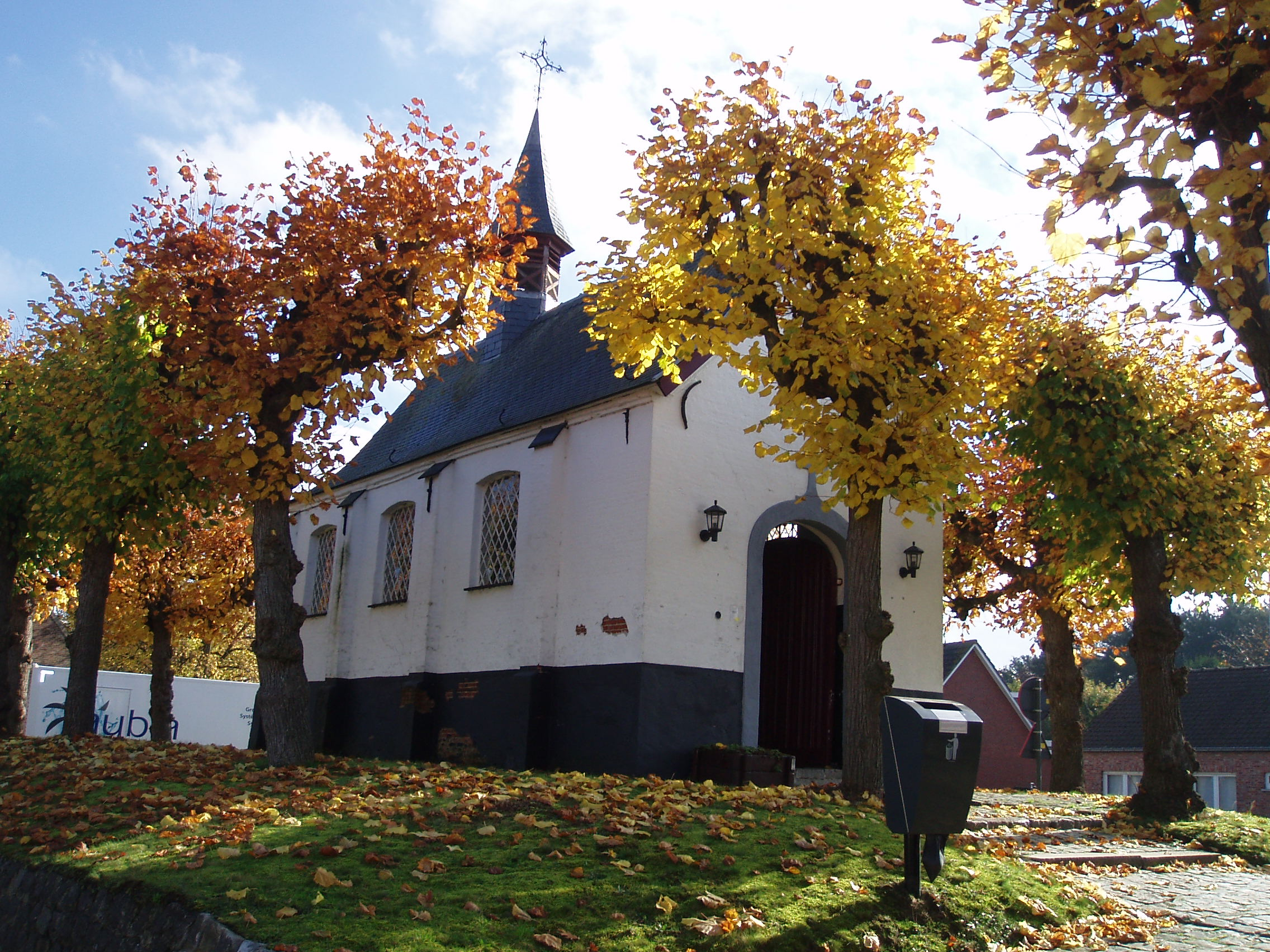
Uilenbergkapel

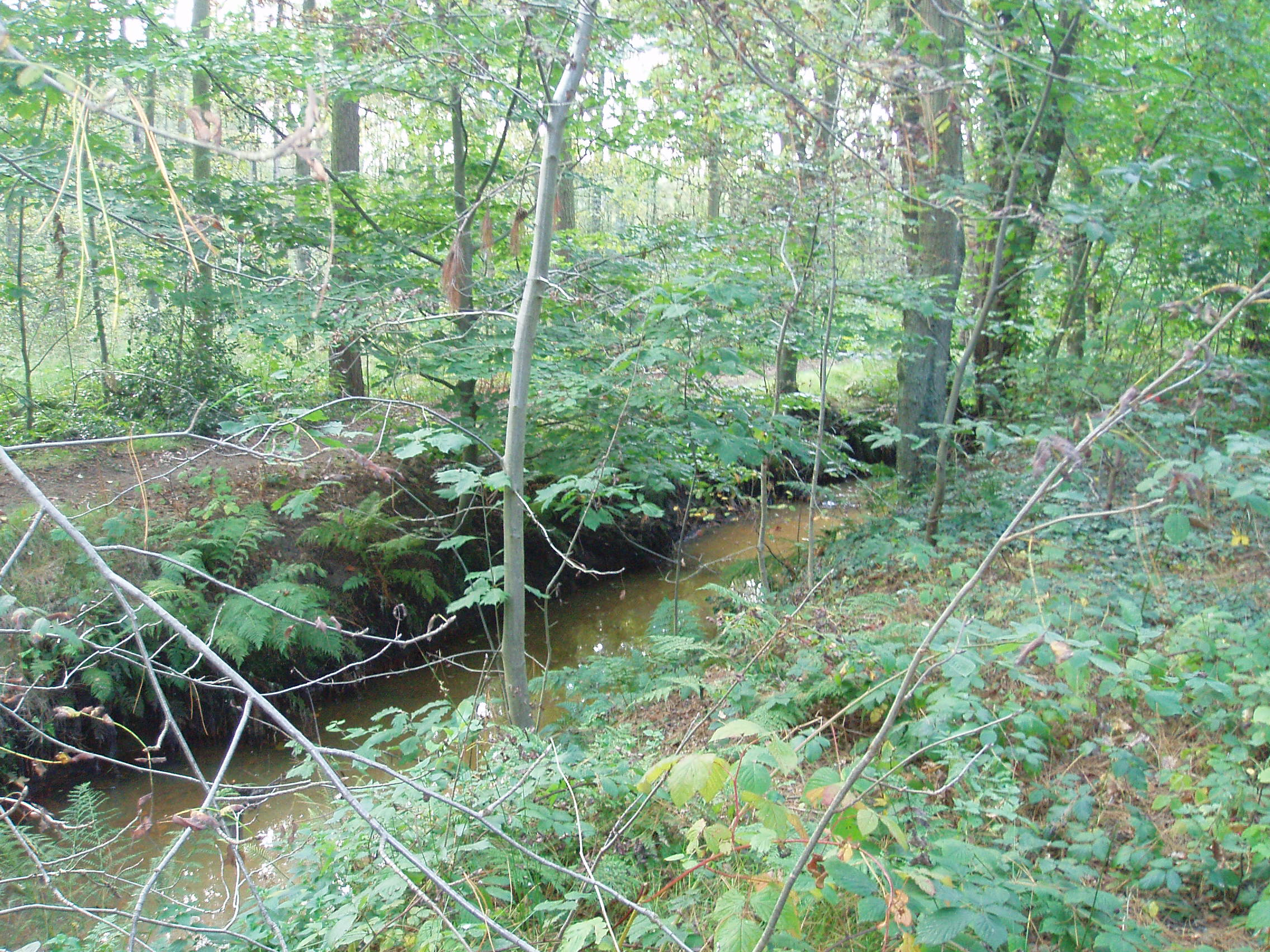
Merodebos

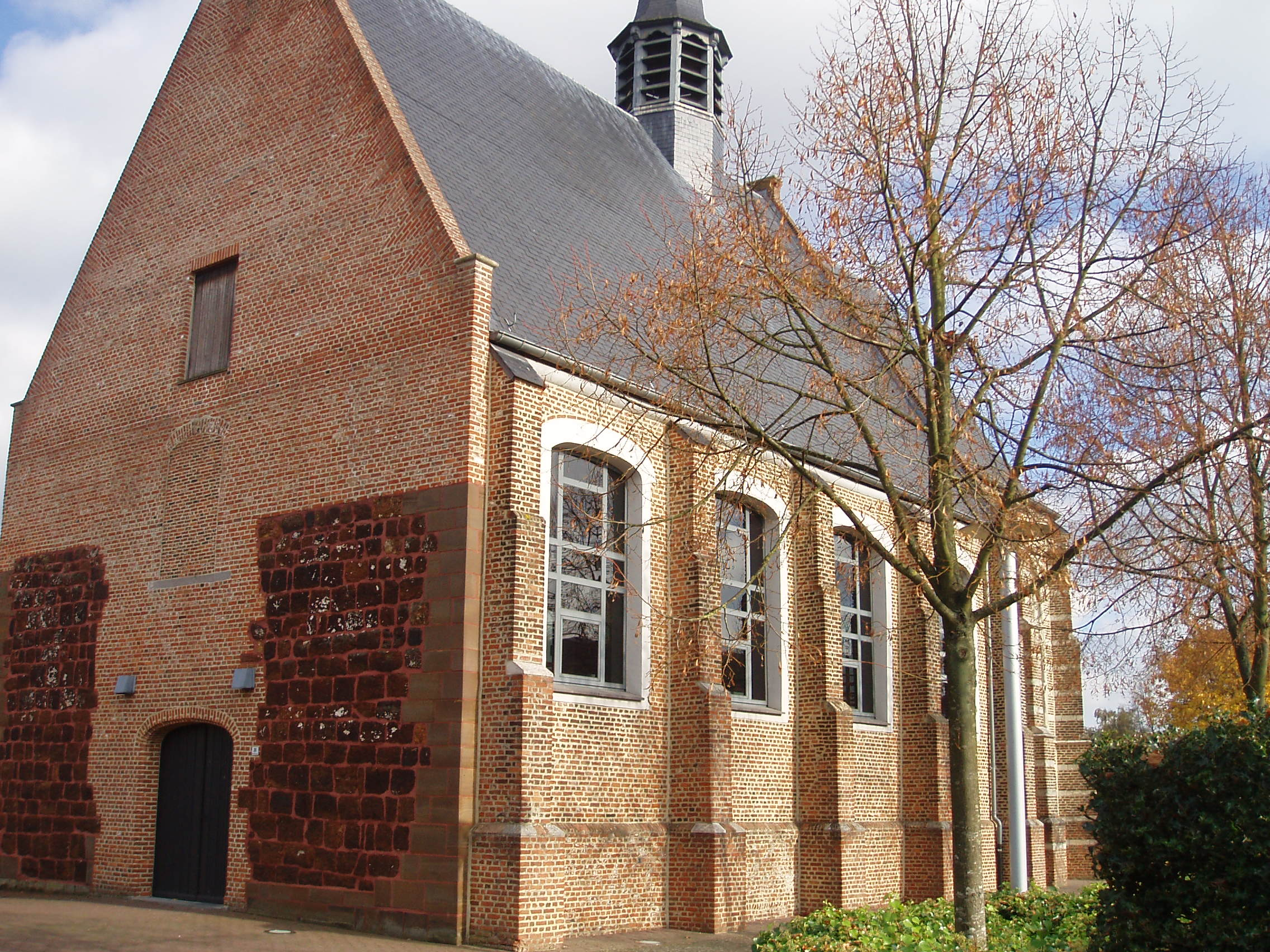
Sint-Gummaruskapel

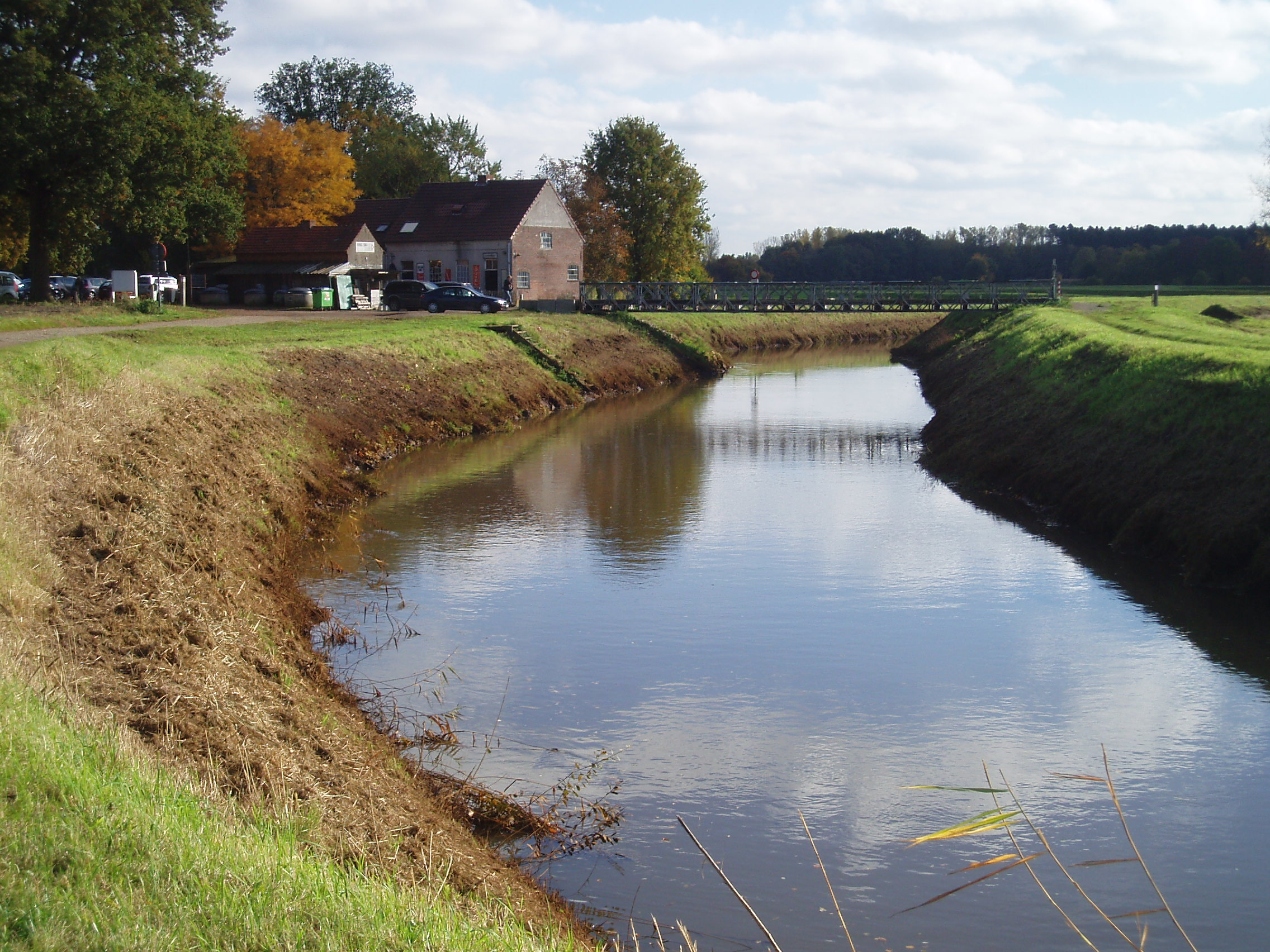
Herberg 't Schipke aan de Grote Nete

- De Sint-Petrus en Pauluskerk, een neogotische kerk uit 1861-1864, met een gotische toren uit de 16de eeuw.
- Het Kasteel Herlaar in de vallei van de Wimp was vroeger de residentie van de heer van Herenthout.
- De Herlaermolen, een watermolen op de Wimp.
- De Sint-Gummaruskapel, van de in 1803 afgeschafte Sint-Gummarusparochie. Later kreeg de kapel diverse functies.
- De Uilenbergkapel. De huidige kapel dateert uit 1704.
- "'t Schipke" bij de Nete, dit was een café bij de brug over de Nete naar Itegem. Het diende als decor voor de film Pallieter. Het oude café bleef behouden, maar van de stallingen werd een nieuwe taveerne gemaakt.
- Afspanning "Het Prinsenhof".

## Natuur en landschap
Herenthout ligt in de Zuiderkempen op een hoogte van 10-25 meter. In het zuiden vindt men het dal van de Wimp die hier uitmondt in de Grote Nete welke de zuidgrens van de gemeente vormt. Naast het dal van de genoemde beken vormen de Merodese bossen een natuurgebied.

## Demografie

### Demografische ontwikkeling
- Bronnen:NIS, Opm:1806 tot en met 1981=volkstellingen; 1990 en later= inwonertal op 1 januari

| Inwoners van jaar tot jaar op 1 januari 1992 tot heden | Inwoners van jaar tot jaar op 1 januari 1992 tot heden | Inwoners van jaar tot jaar op 1 januari 1992 tot heden |
| jaar                                                   | Aantal                                                 | Evolutie: 1992=index 100                               |
| ------------------------------------------------------ | ------------------------------------------------------ | ------------------------------------------------------ |
| 1992                                                   | 7.885                                                  | 100,0                                                  |
| 1993                                                   | 7.965                                                  | 101,0                                                  |
| 1994                                                   | 7.987                                                  | 101,3                                                  |
| 1995                                                   | 8.037                                                  | 101,9                                                  |
| 1996                                                   | 8.152                                                  | 103,4                                                  |
| 1997                                                   | 8.221                                                  | 104,3                                                  |
| 1998                                                   | 8.315                                                  | 105,5                                                  |
| 1999                                                   | 8.338                                                  | 105,7                                                  |
| 2000                                                   | 8.302                                                  | 105,3                                                  |
| 2001                                                   | 8.315                                                  | 105,5                                                  |
| 2002                                                   | 8.295                                                  | 105,2                                                  |
| 2003                                                   | 8.324                                                  | 105,6                                                  |
| 2004                                                   | 8.359                                                  | 106,0                                                  |
| 2005                                                   | 8.415                                                  | 106,7                                                  |
| 2006                                                   | 8.361                                                  | 106,0                                                  |
| 2007                                                   | 8.462                                                  | 107,3                                                  |
| 2008                                                   | 8.530                                                  | 108,2                                                  |
| 2009                                                   | 8.628                                                  | 109,4                                                  |
| 2010                                                   | 8.703                                                  | 110,4                                                  |
| 2011                                                   | 8.724                                                  | 110,6                                                  |
| 2012                                                   | 8.747                                                  | 110,9                                                  |
| 2013                                                   | 8.781                                                  | 111,4                                                  |
| 2014                                                   | 8.803                                                  | 111,6                                                  |
| 2015                                                   | 8.804                                                  | 111,7                                                  |
| 2016                                                   | 8.806                                                  | 111,7                                                  |
| 2017                                                   | 8.845                                                  | 112,2                                                  |
| 2018                                                   | 8.951                                                  | 113,5                                                  |
| 2019                                                   | 9.061                                                  | 114,9                                                  |
| 2020                                                   | 9.109                                                  | 115,5                                                  |
| 2021                                                   | 9.185                                                  | 116,5                                                  |
| 2022                                                   | 9.287                                                  | 117,8                                                  |
| 2023                                                   | 9.417                                                  | 119,4                                                  |
| 2024                                                   | 9.454                                                  | 119,9                                                  |
| 2025                                                   | 9.504                                                  | 120,5                                                  |

## Politiek

### Structuur
De gemeente Herenthout maakt deel uit van het kieskanton Herentals, gelegen in het provinciedistrict Herentals, het kiesarrondissement Mechelen-Turnhout en ten slotte de kieskring Antwerpen.
| Herenthout       | Herenthout       | Supranationaal         | Nationaal                         | Nationaal           | Gemeenschap         | Gewest              | Provincie           | Arrondissement    | Provinciedistrict | Kanton          | Gemeente        |
| ---------------- | ---------------- | ---------------------- | --------------------------------- | ------------------- | ------------------- | ------------------- | ------------------- | ----------------- | ----------------- | --------------- | --------------- |
| Administratief   | Niveau           | Europese Unie          | België                            | België              | Vlaanderen          | Vlaanderen          | Antwerpen           | Mechelen          |                   |                 | Herenthout      |
| Administratief   | Bestuur          | Europese Commissie     | Belgische regering                | Belgische regering  | Vlaamse regering    | Vlaamse regering    | Deputatie           | Deputatie         | Deputatie         | Deputatie       | Gemeentebestuur |
| Administratief   | Raad             | Europees Parlement     | Kamer van volksvertegenwoordigers | Vlaams Parlement    | Vlaams Parlement    | Vlaams Parlement    | Provincieraad       | Provincieraad     | Provincieraad     | Provincieraad   | Gemeenteraad    |
| Kiesomschrijving | Kiesomschrijving | Nederlands Kiescollege | Kieskring Antwerpen               | Kieskring Antwerpen | Kieskring Antwerpen | Kieskring Antwerpen | Kieskring Antwerpen | Mechelen-Turnhout | Herentals         | Herentals       | Herenthout      |
| Verkiezing       | Verkiezing       | Europese               | Federale                          | Federale            | Vlaamse             | Vlaamse             | Provincieraads-     | Provincieraads-   | Provincieraads-   | Provincieraads- | Gemeenteraads-  |

### Geschiedenis

#### Lijst van burgemeesters
| Tijdspanne | Tijdspanne   | Burgemeester                                                     |
| ---------- | ------------ | ---------------------------------------------------------------- |
|            | 1800 - 1806  | Joannes Franciscus Neeckx                                        |
|            | 1807 - 1830  | Ludovicus Antonius Struys                                        |
|            | 1830 - 1835  | Emanuel De Cleyn                                                 |
|            | 1836 - 1862  | Charles Rous (overleden op 29 augustus 1862)                     |
|            | 1864 - 1869  | Henri Verbist, (sinds 1862 als schepen dienstdoend burgemeester) |
|            | 1870 - 1885  | Joannes Franciscus Van Den Eynden                                |
|            | 1885 - 1895  | Joannes Baptista Verbist                                         |
|            | 1896 - 1938  | Paul van Reynegom de Buzet (Kath. Partij)                        |
|            | 1939 - 1941  | Eugeen Lemmens                                                   |
|            | 1941 - 1944  | Jos Heylen (VNV, oorlogsburgemeester)                            |
|            | 1944 - 1952  | Eugeen Lemmens                                                   |
|            | 1953 - 1988  | Nest Vercammen (HVP)                                             |
|            | 1989 - 2006  | Tuur Baeten (HVP)                                                |
|            | 2007 - 2017  | Roger Gabriëls (GBL)                                             |
|            | 2017 - 2018  | Patrick Heremans (GBL)                                           |
|            | 2019 - 2024  | Stijn Raeymaekers (Eenheid-N-VA)                                 |
|            | 2024 - heden | Sander Ooms (Eenheid-N-VA)                                       |

#### Legislatuur 1995 - 2000
Naar aanleiding van de gemeenteraadsverkiezingen 1994 werd de Volksunie omgevormd tot Eenheid.

#### Legislatuur 2007 - 2012
Na de verkiezingsnederlaag van 2006 sloot de Herenthoutse Volkspartij (HVP) zich aan hij de nationale CD&V en volgde er een naamsverandering.

#### Legislatuur 2013 - 2018
In de aanloop naar de verkiezingen was er sprake van een kartel tussen Eenheid en N-VA. Eenheid koos er echter voor de eigenheid te bewaren en onafhankelijk op te komen. De sp.a kwam op met de dorpslijst SAMEN, waarop ook enkele onafhankelijke kandidaten stonden. Lijsttrekkers waren respectievelijk: Roger Gabriëls (GBL), Stijn Raeymaekers (Eenheid), Maurice Helsen (CD&V), Jan Van Dyck (SAMEN) en Ben Verhaegen (N-VA) Burgemeester werd Roger Gabriëls (GBL). Hij nam de leiding van de coalitie bestaande uit Gemeentebelangen (GBL) en CD&V. Samen vormden ze de meerderheid met 12 op 19 zetels. Op 1 april 2017 gaf Roger Gabriëls (GBL) het burgemeesterschap door aan eerste schepen en partijgenoot Patrick Heremans (GBL).

#### Legislatuur 2019 - 2024
Bij de verkiezingen van oktober 2018 ging de lokale partij Eenheid in kartel met N-VA. Het kartel Eenheid-N-VA werd de grootste partij en vormde een coalitie met CD&V, goed voor een meerderheid van 11 op 19 zetels. Burgemeester werd Stijn Raeymaekers (Eenheid).

#### Legislatuur 2024 - 2030
Het kartel Eenheid-N-VA bleef de grootste partij in Herenthout en vormde een bestuur met CD&V en het socialistische Samen. De drie partijen beschikken over een meerderheid van 13 op 21 zetels. Burgemeester werd Sander Ooms (Eenheid).

#### Resultaten gemeenteraadsverkiezingen sinds 1976
| Partij of kartel     | Partij of kartel             | 10-10-1976 | 10-10-1976 | 10-10-1982 | 10-10-1982 | 9-10-1988 | 9-10-1988 | 9-10-1994 | 9-10-1994 | 8-10-2000 | 8-10-2000 | 8-10-2006 | 8-10-2006 | 14-10-2012 | 14-10-2012 | 14-10-2018 | 14-10-2018 | 13-10-2024 | 13-10-2024 |
| Stemmen / Zetels     | Stemmen / Zetels             | %          | 17         | %          | 19         | %         | 19        | %         | 19        | %         | 19        | %         | 19        | %          | 19         | %          | 19         | %          | 21         |
| -------------------- | ---------------------------- | ---------- | ---------- | ---------- | ---------- | --------- | --------- | --------- | --------- | --------- | --------- | --------- | --------- | ---------- | ---------- | ---------- | ---------- | ---------- | ---------- |
|                      | SP1/ sp.a-spirit2/ SAMEN3    | 5,541      | 0          | 9,361      | 1          | 15,591    | 2         | 13,931    | 2         | 12,991    | 2         | 12,942    | 2         | 10,903     | 1          | 13,73      | 2          | 12,33      | 2          |
|                      | H.V.P.1/ CD&V2               | 54,321     | 11         | 41,911     | 9          | 28,721    | 6         | 341       | 7         | 33,131    | 7         | 23,971    | 5         | 21,822     | 4          | 16,72      | 3          | 12,12      | 2          |
|                      | VU1/ Eenheid2/ Eenheid-N-VA3 | 14,51      | 2          | 20,471     | 4          | 27,641    | 5         | 22,732    | 4         | 19,22     | 4         | 27,372    | 6         | 19,332     | 4          | 35,63      | 8          | 39,33      | 9          |
|                      | N-VA                         | -          |            | -          |            | -         |           | -         |           | -         |           | -         |           | 14,73      | 2          | 35,63      | 8          | 39,33      | 9          |
|                      | GBL1/ G.U.2                  | 25,641     | 4          | 28,251     | 5          | 28,051    | 6         | 29,331    | 6         | 28,682    | 6         | 30,991    | 6         | 33,221     | 8          | 27,11      | 6          | 36,21      | 8          |
|                      | Vlaams Belang                | -          |            | -          |            | -         |           | -         |           | -         |           | -         |           | -          |            | 7,0        | 0          | -          |            |
|                      | VLD                          | -          |            | -          |            | -         |           | -         |           | -         |           | 4,73      | 0         | -          |            | -          |            | -          |            |
|                      | Agalev                       | -          |            | -          |            | -         |           | -         |           | 5,99      | 0         | -         |           | -          |            | -          |            | -          |            |
| Totaal stemmen       | Totaal stemmen               | 4700       | 4700       | 5214       | 5214       | 5840      | 5840      | 6078      | 6078      | 6337      | 6337      | 6479      | 6479      | 6595       | 6595       | 6632       | 6632       | 4854       | 4854       |
| Opkomst %            | Opkomst %                    |            |            |            |            | 97,97     | 97,97     | 96,43     | 96,43     | 95,01     | 95,01     | 95,10     | 95,10     | 94,04      | 94,04      | 93,3       | 93,3       | 66,1       | 66,1       |
| Blanco en ongeldig % | Blanco en ongeldig %         | 2,83       | 2,83       | 4,35       | 4,35       | 4,97      | 4,97      | 4,82      | 4,82      | 5,74      | 5,74      | 5,66      | 5,66      | 4,05       | 4,05       | 4,2        | 4,2        | 1,8        | 1,8        |

De zetels van de gevormde coalitie staan vetjes weergegeven. De grootste partij is in kleur.

## Cultuur
De gildebreuk van Reynegom is een gildebreuk, die Norbert van Voorspoel, heer van Herenthout en zijn echtgenote Livine van Voorspoel in 1740 aan de koning van de Sint-Sebastiaansgilde van Herenthout schonken.

### Evenementen
Herenthout is bekend om zijn carnaval. In 1892 werd er voor het eerst gestoet in dit dorp, wat het tot een van de oudste carnavalstoeten van België maakt. In 1978 bevestigde toenmalig minister van Nederlandse Cultuur Rika De Backer dat Herenthout de oudste georganiseerde vastenavondstoet van België heeft tot het tegendeel bewezen wordt. Intussen is gebleken dat de Halfvastenstoet van Maaseik nog ouder is. Deze wordt echter niet gereden met carnaval, maar met halfvasten, waardoor Herenthout wel de oudste vastenavondstoet heeft. Het carnavalsgebeuren bezorgde Herenthout de bijnaam "stoetersdorp".

## Religie en levensbeschouwing
De katholieke parochies van Herenthout maken deel uit van de pastorale eenheid Heilige Thomas die op haar beurt deel uitmaakt van het dekenaat Zuiderkempen in het Bisdom Antwerpen.

## Sport
- Voetbalclub KFC Herenthout. Het mannenteam speelt in de vierde provinciale reeks Antwerpen.[18] Daarnaast zijn er nog FC Fiat[19], FC Lindau, FC Valvecke, KFC Diamantschijf, SUST Kempenlaan.[20]
- Volleybalclub Heist Delhaize Herenthout. De damesploeg speelt in 1ste divisie, de heren spelen in 2de divisie. Tot 2014 was het herenteam een vaste waarde in de Liga B.[21]
- Herenthoutse atletiekclub (HAC) met als uitvalsbasis de assepiste op het sportcentrum ‘t Kapelleke en onderafdeling van AC Herentals. De club bestaat uit verschillende trainingsgroepen : De Running Bears focussen zich specifiek op de halve fond/fond tot marathon met schema's opgesteld door Nest Goosens. Daarnaast is er ook een trainingsgroep die zich toe legt op de spurt- en kampnummers. Herenthoutse atleet Kristof Beyens haalde op de Olympische Spelen in Peking de halve finale van de 200 m, waarin hij als achtste eindigde.

## Bekende Herenthoutenaren
- Arthur Heylen (1898-1972), volksvertegenwoordiger
- Jos Heylen (1913-2011), oorlogsburgemeester
- Lode Bosmans (1925-2017), kunstschilder
- Wim Vandekeybus (1963), choreograaf, regisseur, acteur en fotograaf
- Jürgen Raeymaeckers (1985), voetballer

## Nabijgelegen kernen
Herentals, Morkhoven, Wiekevorst, Itegem, Bevel, Nijlen, Bouwel